# Halichoeres dimidiatus
Halichoeres dimidiatus es una especie de peces de la familia Labridae en el orden de los Perciformes.

## Hábitat
Vive entre los 3 y los 60 m de profundidad.

## Distribución geográfica
Se encuentra desde la Guayana Francesa hasta Brasil.